# منطقه آوکلند
منطقه آوکلند (به انگلیسی: Auckland Region) یکی مناطق شش گانه نیوزیلند است. نام منطقه به دلیل شهر آوکلند است که پرجمعیت‌ترین منطقه شهری محسوب می‌شود. این منطقه شامل منطقه شهری اوکلند، شهرهای کوچکتر، مناطق روستایی و جزایر خلیج هوراکی است. این منطقه تا حد زیادی بزرگترین جمعیت و اقتصاد در بین منطقه‌های نیوزیلند است.